# ريتشارد باركر
ريتشارد باركر (بالإنجليزية: Richard Raine Barker)‏ (29 مايو 1869 بلندن في المملكة المتحدة - 1 أكتوبر 1940) هو لاعب كرة قدم بريطاني (وحمل سابقاً جنسية المملكة المتحدة لبريطانيا العظمى وأيرلندا) في مركز الدفاع. شارك مع منتخب إنجلترا لكرة القدم. أما مع النوادي، فقد لعب مع Casuals F.C. ‏.

## وصلات خارجية
- ريتشارد باركر على موقع قاعدة بيانات كرة القدم.إي يو (الإنجليزية)
- ريتشارد باركر على موقع ناشيونال فوتبول تيمز (الإنجليزية)